# Астрент
Астре́нт (фр. l’astreinte; от лат. adstringere — принуждение) — разновидность денежного штрафа, определяемого судом, на случай неисполнения должником обязательства, установленного судебным решением. Является дополнительной финансовой мерой для стимулирования добровольного и добросовестного исполнения судебных актов лицами, на которых возложены какие-либо обязанности. 
Астрент как правовой институт впервые появился во Франции в конце XIX века в результате судебной практики и деятельности  ex officio французских судей.
Вначале данный институт вообще не имел никакого правового закрепления и применялся исключительно на основе судебного усмотрения в соответствии с принципами справедливости и гражданской ответственности. В дальнейшем, в ходе реформы гражданского судопроизводства во Франции, астрент получил своё юридическое закрепление в нормах, сперва, Закона № 72-626 от 5 июля 1972г. "Об учреждении судебного исполнителя и о реформе гражданского судопроизводства", затем перейдя в Закон № 91-650 от 9 июля 1991г. "О реформировании процедур гражданского правоприменения" Архивная копия от 5 января 2021 на Wayback Machine, и окончательно "поселившись" в Законодательной части Кодекса гражданского исполнительного производства Франции, действующего с 01 июня 2012 года. .
В отличие от стандартного судебного штрафа за неисполнение судебного решения как меры публично-правовой ответственности, астрент представляет собой компенсационную выплату за задержку исполнения судебного решения, которая выплачивается непосредственно тому лицу, в пользу которого принято это судебное решение, а не в казну государства. 

## Астрент во французском праве
Во французском праве астрент долгое время в судебной практике воспринимался как мера наказания, при том, что не существовало ни одной юридической нормы, устанавливающей астрент.
Но в 1972 году, когда в ГПК Франции была внесена соответствующая статья 491, а позднее поправки и в Кодекс гражданского исполнительного производства Франции (нормы ст. L131-1-L131-4), данный институт получил своё официальное подтверждение на законодательном уровне и определялся как штрафная санкция, а не как убытки.
По французскому законодательству астрент может быть предварительным (фр. astreinte provisoire) и окончательным (фр. astreinte definitive). Первый сразу же устанавливается судьёй как возможная угроза для должника, чтобы побудить его к немедленному исполнению решения, но не взыскивается. Окончательный астрент взыскивается с должника после несвоевременного исполнения им решения либо, если оно не исполнено вообще, то с учетом вины должника и причин такого неисполнения. В последнем случае проводится отдельное судебное заседание.
Во Франции, в отличие от других стран, судьи вправе накладывать астрент по своему усмотрению (sua sponte), даже если об этом не просит сам истец. Кроме того астрент может применяться не только для побуждения исполнения судебного решения, но и в качестве меры принуждения в отношении стороны спора в рамках судебного разбирательства, например, при истребовании судом у определённого лица каких-либо документов или доказательств.
Следует также отметить, что упомянутые французские Кодексы и Законы сами по себе не содержат каких-либо норм, которые прямо указывали бы, кто является выгодоприобретателем по астренту (т.е. отсутствуют нормативные указания на лицо, в чью именно пользу взыскивается астрент). По всей видимости, логика французского законодателя такова, что: поскольку функция астрента заключается в "побуждении к действию", а сам астрент весьма универсален и назначается усмотрением судьи в самых разнообразных случаях, постольку и разрешение вопроса о том, кому будет причитаться астрент, остаётся на усмотрение судьи.

## Астрент в итальянском праве
В итальянскую правовую систему астрент введён в 2009 году, и, также как и во Франции, считается санкцией (статья 614-bis ГПК Италии, введена пунктом 1 статьи 49 Закона № 69 от 18 июня 2009г.).
В Италии астрент определяется судом только в виде окончательной санкции при вынесении судебного решения, при этом сразу же устанавливается его размер и срок применения. Судьи могут налагать данную меру только по просьбе истца.
Итальянский ГПК квалифицирует астрент как "меру косвенного принуждения" (согласно поправке в ГПК, внесённой статьёй 13 Декрет-Закона № 83 от 27 июня 2015г.).
Статья 614-bis ГПК Италии Архивная копия от 11 января 2019 на Wayback Machine дозволяет судье установить астрент за каждое последующее за вынесением решения его нарушение или несоблюдение, или за любую задержку в исполнении решения, но устанавливает и рамки применения астрента, предписывая судье учесть при присуждении астрента принципы справедливости, стоимость спора, характер спора, "количественный или прогнозируемый ущерб от неисполнения" и любые другие заслуживающие внимание обстоятельства (например, личные особенности и имущественное положение сторон).
При этом, в противоположность французским нормам об астренте, – статья 614-bis прямо указывает, что присуждаемый астрент причитается кредитору.
Статья 614-bis ограничивает и сферы применения астрента - итальянский астрент неприменим к государственным спорам, индивидуальным трудовым спорам, а также, что интересно, не применяется астрент и к таким отношениям, как отношения "сотрудничества", которые приняли для гражданина форму непрерывной и скоординированной работы, исполняемой лично, но не в силу личного подчинения (агентские отношения, коммерческое представительство и другое подобное).

## Астрент в российском праве
Астрент имеет долгую историю в судебной практике развитых государств, но в российском праве появился с 1 июня 2015 г., когда в Гражданском кодексе РФ появилась статья 308.3. Пункт 1 этой статьи предусматривает, что на случай неисполнения судебного решения об удовлетворении требования кредитора об исполнении обязательства в натуре суд вправе установить денежную выплату в пользу кредитора.
Речь в этой статье идёт исключительно о неденежном обязательстве, поскольку только в отношении такого обязательства возможно вынесение решения о присуждении исполнения в натуре. Правила исчисления суммы астрента отсылают к положениям статьи 330 Гражданского кодекса РФ, то есть к неустойке.